# منتملو
منتملو (به اسپانیایی: Montmeló) یک شهرستان در اسپانیا است که در بارسلون واقع شده‌است.

## خصوصیات
منتملو ۴ کیلومترمربع مساحت و ۸٬۸۷۳ نفر جمعیت دارد و ۷۲ متر بالاتر از سطح دریا واقع شده‌است.
جایزه بزرگ اسپانیا در این پیست برگزار می‌شود.